# Косоглазые змеи
Косоглазые змеи, или косоглазые ужи (лат. Helicops) — род змей из семейства ужеобразных, обитающий в Южной Америке.

## Описание
Общая длина представителей этого рода колеблется от 70 см до 1,2 м. Свое название эти змеи получили за необычное положение глаз, которые подняты высоко вверх и малы по размеру. Голова небольшая, плоская, широкая, немного треугольная. Туловище немного толстое, коренастое. Окрас чёрное, коричневый, оливковый, буроватый, серый с разными оттенками. Некоторые виды имеют светлые полосы или пятна вдоль туловища. Брюхо желтоватое, кремовое, красноватое, тёмно-оранжевое.

## Образ жизни
Населяют места возле водоёмов, никогда не удаляются от берегов рек, озёр или болот. Питаются земноводными и рыбой. В основном это неядовитые змеи, лишь немногие имеют ядовитые клыки (Helicops modestus).

## Размножение
Это живородящие змеи.

## Распространение
Являются эндемиками Южной Америки.

## Классификация
На июль 2018 года в род включают 17 видов:
- Helicops angulatus (Linnaeus, 1758) — Угловатая косоглазая змея
- Helicops apiaka Kawashita-Ribeiro, Ávila & Morais, 2013
- Helicops carinicaudus (Wied-Neuwied, 1825) — Килехвостая косоглазая змея
- Helicops danieli Amaral, 1938 — Косоглазая змея Даниеля
- Helicops gomesi Amaral, 1921 — Косоглазая змея Амарала
- Helicops hagmanni Roux, 1910 — Сантаремская косоглазая змея
- Helicops infrataeniatus Jan, 1865
- Helicops leopardinus (Schlegel, 1837) — Леопардовая косоглазая змея
- Helicops modestus Günther, 1861 — Бразильская косоглазая змея
- Helicops nentur Costa, Santana, Leal, Koroiva & Garcia, 2016
- Helicops pastazae Shreve, 1934 — Колумбийская косоглазая змея
- Helicops petersi Rossman, 1976 — Косоглазая змея Петерса
- Helicops polylepis Günther, 1861 — Многочешуйчатая косоглазая змея
- Helicops scalaris Jan, 1865 — Килебрюхая косоглазая змея
- Helicops tapajonicus Da Frota, 2005
- Helicops trivittatus (Gray, 1849) — Трёхполосая косоглазая змея
- Helicops yacu Rossman & Dixon, 1975 — Косоглазая змея Россмана

## Галерея

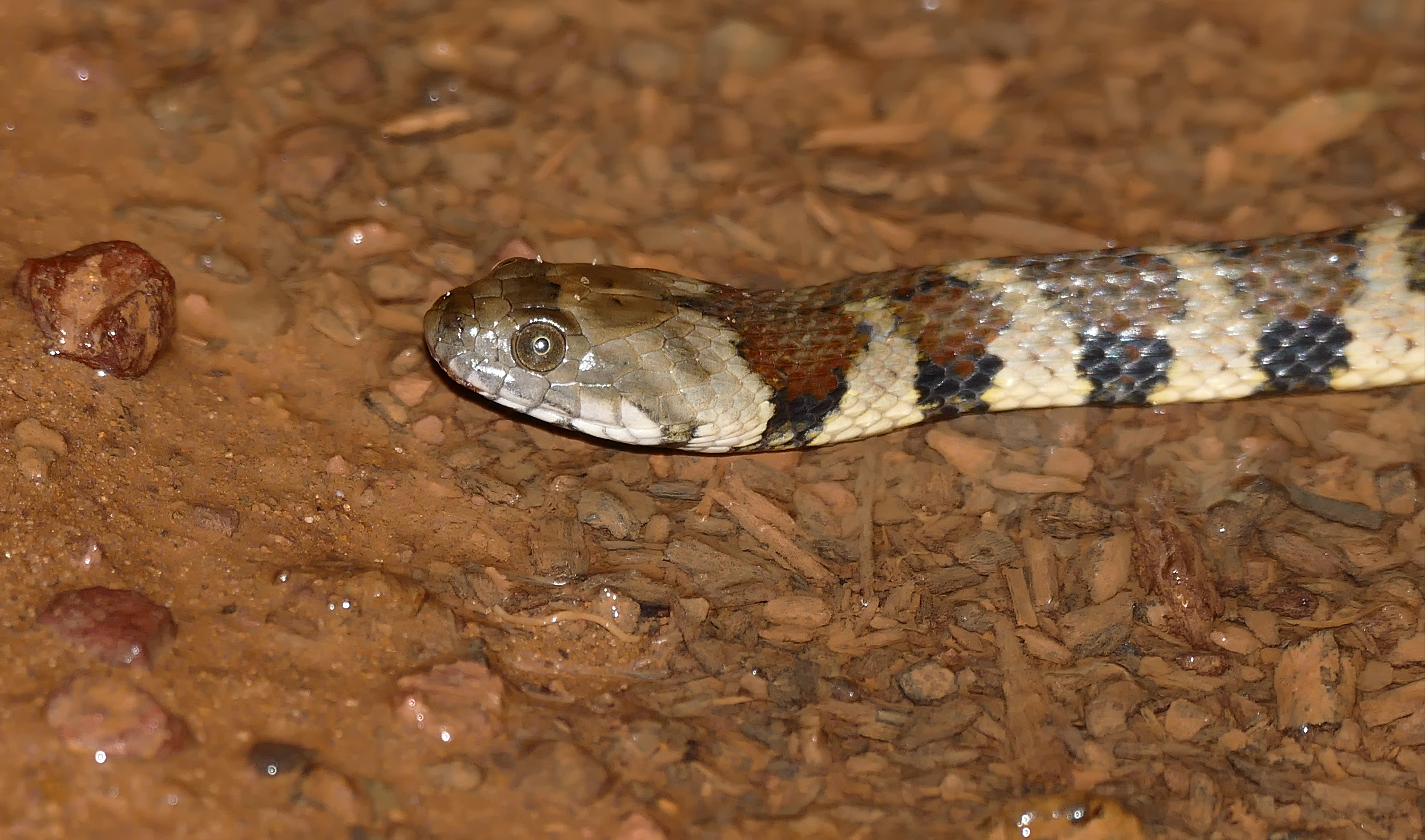
Угловатая косоглазая змея
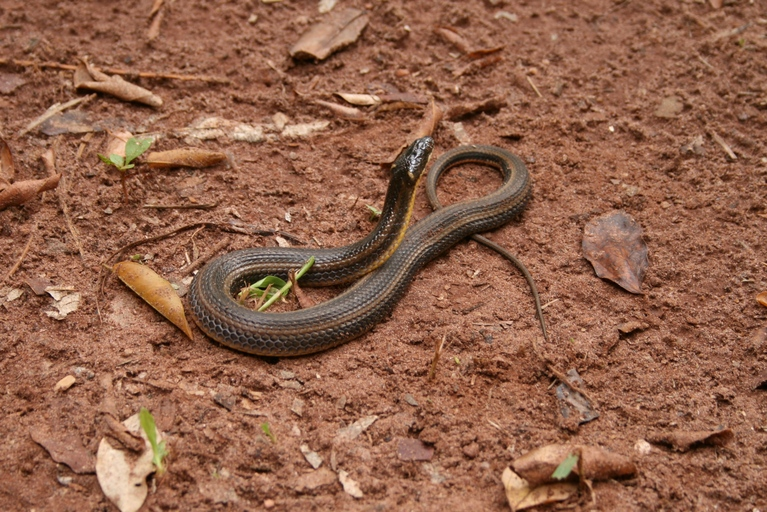
Helicops infrataeniatus